# 幻紫線蛺蝶
幻紫線蛺蝶（學名：Limenitis fortuna），又名幻紫帶蛺蝶、幸福帶蛺蝶、拉拉山三線蝶、羅羅山三線蝶、莢迷擬叉蛺蝶。

## 描述
本種為中型蛺蝶，體背黑褐色，腹側白色，複眼疏被毛。前翅為直角三角形，後翅呈橢圓形。
翅背面黑褐色，具白色帶紋、條紋與斑點。前翅中室有白色棒狀紋，中央白斑呈弧形排列，翅頂另有兩枚小白紋。後翅內外各有一列白紋，分別為直帶狀與弧形排列的白斑。
翅腹面紅褐色，紋路與背面相似，外緣有模糊白色細線。後翅基部Sc+R1脈沿線具眉狀白紋。雄蝶翅背略帶紫色光澤，緣毛為黑白相間。

## 分佈
分佈於中國大陸南部、西南部及台灣。臺灣主要分佈於本島中海拔地帶。

## 棲地
棲息於常綠闊葉林，一年一代，初夏活動。成蝶喜於林緣訪花、吸食腐物與水分；幼蟲以忍冬科呂宋莢蒾葉片為食，冬季以幼蟲態休眠越冬。